# Établissements Ballande
Pour les articles homonymes, voir Ballande.
Les établissements Ballande est une entreprise familiale d'origine bordelaise fondée en 1859 et qui s'est implantée dans le Pacifique, notamment en Nouvelle-Calédonie où se situe l'un de ses sièges sociaux, l'autre étant situé à Bordeaux. Initialement basée sur le commerce des vins de Bordeaux, l'entreprise se spécialise dans le transport maritime de produits à destination des colonies française du Pacifique et l'export du nickel de Nouvelle-Calédonie.

## Histoire

### Direction de Louis Ballande
En 1859, Armand-Louis Ballande (1817-1882), fils de négociant en draps, s'installe en tant que négociant armateur à Bordeaux sous la raison sociale L. Ballande. Auparavant, il a fait carrière au Chili au sein de la maison Le Quellec & Bordes. Il dispose les premières années de quatre trois-mâts. Entre 1860 et 1865, il en fait construire neuf autres, des navires rapides qui avancent à dix nœuds sous bonne brise. La Nouvelle-Calédonie offre des possibilités d'extension à Louis Ballande, l'île étant française. Dès 1859, la maison Ballande est présente dans la colonie. On a trace en 1862 d'un navire de 650 tonneaux affrété par Ballande et en partance pour la Nouvelle-Calédonie via l'Australie. En 1864, un bagne est établi dans cette île, ce qui a pour effet d'augmenter les demandes de fret. En 1866, Ballande obtient pour trois ans le transport du matériel, vivres et passagers pour la nouvelle colonie et Tahiti, à partir de Bordeaux. L'année suivante, il achète le vignoble de Château-Baret d'appellation pessac-léognan, situé à Villenave-d'Ornon. Il consolide par la suite le débouché calédonien et meurt en 1882, laissant aux commandes de l'entreprise son fils, André Ballande qui le seconde depuis déjà quatre ans.

### Direction d'André Ballande

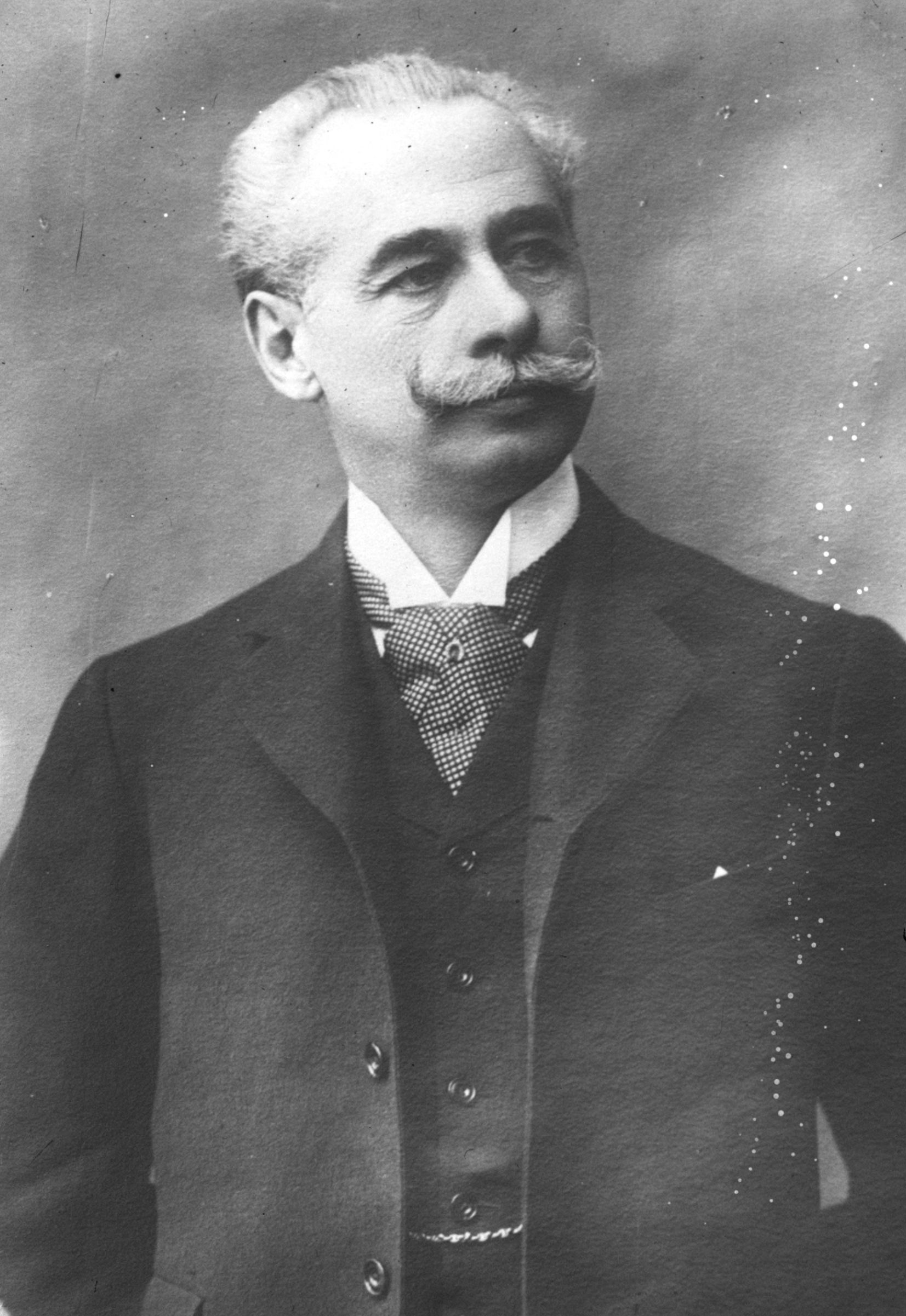
André Ballande (ici en 1914) prend la direction de l'entreprise en 1882.

Sous la direction d'André, comte Ballande (1857-1936), l'entreprise prend le nom « L. Ballande et Fils ». En 1884, André Ballande entreprend un périple autour du monde lui permettant de visiter ses partenaires commerciaux en Australie, aux Indes néerlandaises, en Cochinchine, à Hong Kong et d'explorer les marchés du Japon et des États-Unis. Arrivé en Nouvelle-Calédonie, il établit que le seul fret de retour que ses navires peuvent acheminer de Nouvelle-Calédonie est le minerai de nickel découvert en 1863 par Garnier. Il parvient donc à la conclusion que son entreprise doit se lancer dans l'industrie et le commerce de ce produit si elle veut pérenniser sa présence sur place. Dans le cadre de la réorganisation de l'entreprise, il apure le passif de la maison, rachète leur part à des partenaires locaux, et afin de dégager des capitaux revend des voiliers. Le commerce commence à l'emporter sur l'armement dans les activités de l'entreprise. Afin de diffuser ses produits dans la brousse calédonienne, il utilise de petits caboteurs chargés de faire le tour de l'île à cette époque encore dépourvue de routes. Durant cette même période, la compagnie acquiert un domaine minier à Kua qu'elle exploite elle-même. Cependant, en 1888, Ballande met fin à ses activités minières. En effet, Ballande négocie à cette époque une transaction portant sur la création d'une société agricole en échange de la vente de son domaine minier à Armand Digeon, un homme d'affaires. John Higginson qui tient à cette époque les rênes de la Société Le Nickel (SLN), la principale compagnie minière de Nouvelle-Calédonie, parvient à convaincre Digeon de céder sa promesse de vente, ce dernier se trouvant dans l'impossibilité de réunir les fonds nécessaires à l'opération. La SLN exige alors de Ballande qu'elle exécute sa promesse de vente. Un accord finit par être conclu en février 1889 après un mois de conflit. Ballande accepte de céder son domaine minier et de se retirer du secteur du nickel pendant dix ans en échange d'un million de francs
Ballande s'implante de nouveau dans le secteur minier dès la période de 10 ans négociée avec la SLN passée. Elle commence à vendre du nickel à des affineurs allemand et, à partir de 1901-1902, s'emploie à racheter des mines. En 1911, elle produit 8000 tonnes de nickel (derrière tous les autres exploitants de nickel). Néanmoins, en 1915, la filiale de Ballande, la société des hauts fourneaux de Nouméa détient 34 % du total des surfaces minières concédées en Nouvelle-Calédonie, contre 30 % pour la SLN. Le total de minerai extrait par Ballande équivaut à 78 % du total fourni par la SLN, les deux sociétés ont donc à cette époque un poids équivalent.
Les hauts fourneaux de Nouméa ont une capacité de transformation de 10 000 tonnes de minerai en mattes par an. Ces mattes sont ensuite expédiées dans le port d'Anvers en Belgique pour être refondues dans une usine que l'entreprise acquiert. La société fait aussi construire une autre usine d'affinage dans le New Jersey aux États-Unis. André Ballande investit égamement dans le condominium des Nouvelles-Hébrides (aujourd'hui Vanuatu) où il fonde les Comptoirs français des Nouvelles-Hébrides (CFNH), une maison commerciale fournissant les colons français de l'archipel en produits et revendant leur production. La société d'armement « Les voiliers de Nouméa » est renommée en « Compagnie navale de l'Océanie » (CNO). Ses cinq vapeurs de 8 000 tonnes de port en lourd sont parmi les plus gros de l'époque, et l'un d'eux est le premier navire français à franchir le canal de Panama, de l'Océanie au Havre en 1914.

### Années 1930-1960
Au début des années 1930, Henri Loste est nommé vice-président des établissements Ballande en Nouvelle-Calédonie, après son mariage avec Janine Ballande à la fin des années 1920. En 1934, il est également nommé administrateur de la société Le Nickel. Les établissements Ballande ouvrent une filiale à Wallis-et-Futuna en 1947. Henri Loste s'installe à Wallis pour son commerce et s'implique dans la politique locale : il devient le sénateur de ce territoire d'outre-mer en 1962. La société Ballande recrute à partir de 1947 des Wallisiens et des Futuniens pour aller travailler en Nouvelle-Calédonie et dans les Nouvelles-Hébrides, amorçant un mouvement migratoire qui s'est fortement renforcé tout au long du XXe siècle. L'entreprise exerce une influence dans la politique coutumière wallisienne, soutenant par exemple Aloïsia Brial auprès du haut-commissaire de la France dans l’océan Pacifique afin qu'elle devienne reine de Uvea en 1953.